# 山根巌
山根 巌（やまね いわお、1976年7月31日 - ）は、広島県広島市出身の元プロサッカー選手。サッカー選手の山根永遠は実子。

## 来歴
幼いころに小児喘息だったため体を鍛えるために小学5年からサッカーを始める
二葉中を経て広島皆実高校を卒業し 、1995年にサンフレッチェ広島に入団。1997年、エディ・トムソン監督によって攻撃的MFとして評価され主力になる。が、翌1998年、同ポジションにアウレリオ・ヴィドマー、皆本勝弘、山口敏弘、大久保誠が加入。外国人監督とのコミュニケーション不足もあって出場機会が激減。同年11月、当時広島と提携関係にあった旧JFL所属の大分トリニティへ期限付き移籍した。
翌1999年にJリーグ ディビジョン2 (J2)が発足し大分が「大分トリニータ」としてJ2に参入すると、後に「最良の理解者」と呼べる関係となる石崎信弘が監督に就任。大分では石崎の下で連日の猛練習でボール奪取能力が磨かれ選手として成長。1999年・2000年と2年連続してJ1昇格にあと一歩と迫りながらも果たせないシーズンを過ごしたが、2001年には大分に完全移籍。2002年シーズンは2001年シーズン途中で解任された石崎の後任として就任した小林伸二のもと、2002年11月2日の第41節・大宮アルディージャ戦（さいたま市大宮公園サッカー場）では自らのヘディングゴールで大分に悲願のJ1昇格をもたらした。
だが「石崎さんをJ1に昇格させたい」との思いから、2003年には石崎が監督に就任していた当時J2所属の川崎フロンターレに移籍する。結局この年の昇格は実現せず、石崎はシーズン後に川崎を辞任したが、翌2004年シーズンには関塚隆監督の元で、9月26日にJ1昇格、10月2日に優勝を決めた。
2005年末に川崎を戦力外になり引退を決意。広島のサッカースクールに就職する予定だったが、この年J2に降格した柏レイソルの監督に就任した石崎に誘われ、周囲の後押しもあって柏へ移籍して現役を続行。2006年、シーズン当初からボランチの不動のレギュラーとして活躍し、48試合中45試合に出場し完全復活、チームはJ1に1年で復帰する。この年、かつて川崎でも一緒だったチームメイトの岡山一成とともに「石さんをJ1にあげよう」を合言葉に、3度目の正直で石崎をJ1にあげ、個人の目標も達成した。2008年は開幕直後に脚の肉離れを起こすなど1年を通してケガに泣かされる。同シーズン限りで石崎は辞任しJ2に降格したコンサドーレ札幌へ移ったが、山根は柏に残留した。柏では仮面ライダーの主題歌「レッツゴー!! ライダーキック」を元にした応援コールを受けた。
2010年はJFLに昇格したばかりのツエーゲン金沢に移籍。JFLへの移籍は抵抗感があったというが、広島時代の同期・久保竜彦の存在が決め手となったという。2011年はコーチ兼任となり指導者としても昇格請負人としてJ2への昇格を目指したが、チーム事情もあって指導者としての手腕を満足に発揮出来ず、同シーズン終了後に契約満了による退団が発表された。
2012年2月に現役引退を正式発表。千葉県で明光ネットワークジャパンの運営するサッカースクールの指導者として活動していた。
2016年に金沢時代の恩師・上野展裕が監督を務め、同年にJ2に昇格したレノファ山口FCのコーチに就任した。
2017年4月から12月まで柳本啓成が代表を務めるヤナギフィールドにてYF NARA TESOROのU-15の監督に就任。その年の高円宮杯奈良県予選では準優勝に導いた。
2019年にカターレ富山のヘッドコーチに就任した。

## 所属クラブ
- 広島市立尾長小学校
- 広島市立二葉中学校
- 広島県立広島皆実高等学校
- 1995年 - 1998年11月 サンフレッチェ広島
  - 1998年11月 - 2002年 大分トリニティ/大分トリニータ
- 2001年 - 2002年 大分トリニータ
- 2003年 - 2005年 川崎フロンターレ
- 2006年 - 2009年 柏レイソル
- 2010年 - 2011年 ツエーゲン金沢 (2011年はコーチ兼任)

## 個人成績
| 国内大会個人成績 | 国内大会個人成績 | 国内大会個人成績 | 国内大会個人成績 | 国内大会個人成績 | 国内大会個人成績 | 国内大会個人成績 | 国内大会個人成績 | 国内大会個人成績 | 国内大会個人成績 | 国内大会個人成績 | 国内大会個人成績 |
| 年度             | クラブ           | 背番号           | リーグ           | リーグ戦         | リーグ戦         | リーグ杯         | リーグ杯         | オープン杯       | オープン杯       | 期間通算         | 期間通算         |
| 年度             | クラブ           | 背番号           | リーグ           | 出場             | 得点             | 出場             | 得点             | 出場             | 得点             | 出場             | 得点             |
| 日本             | 日本             | 日本             | 日本             | リーグ戦         | リーグ戦         | リーグ杯         | リーグ杯         | 天皇杯           | 天皇杯           | 期間通算         | 期間通算         |
| ---------------- | ---------------- | ---------------- | ---------------- | ---------------- | ---------------- | ---------------- | ---------------- | ---------------- | ---------------- | ---------------- | ---------------- |
| 1995             | 広島             | -                | J                | 6                | 0                | -                | -                | 0                | 0                | 6                | 0                |
| 1996             | 広島             | -                | J                | 0                | 0                | 0                | 0                | 0                | 0                | 0                | 0                |
| 1997             | 広島             | 21               | J                | 20               | 3                | 0                | 0                | 2                | 0                | 22               | 3                |
| 1998             | 広島             | 15               | J                | 11               | 0                | 4                | 0                | -                | -                | 15               | 0                |
| 1998             | 大分             |                  | 旧JFL            | 0                | 0                | -                | -                | 3                | 2                | 3                | 2                |
| 1999             | 大分             | 8                | J2               | 32               | 1                | 4                | 0                | 3                | 0                | 39               | 1                |
| 2000             | 大分             | 8                | J2               | 35               | 4                | 2                | 0                | 0                | 0                | 37               | 4                |
| 2001             | 大分             | 8                | J2               | 28               | 3                | 1                | 0                | 0                | 0                | 29               | 3                |
| 2002             | 大分             | 8                | J2               | 26               | 4                | -                | -                | 2                | 0                | 28               | 4                |
| 2003             | 川崎             | 6                | J2               | 39               | 1                | -                | -                | 4                | 0                | 43               | 1                |
| 2004             | 川崎             | 6                | J2               | 5                | 0                | -                | -                | 0                | 0                | 5                | 0                |
| 2005             | 川崎             | 6                | J1               | 3                | 0                | 2                | 0                | 0                | 0                | 5                | 0                |
| 2006             | 柏               | 18               | J2               | 45               | 2                | -                | -                | 0                | 0                | 45               | 2                |
| 2007             | 柏               | 18               | J1               | 21               | 1                | 0                | 0                | 1                | 0                | 22               | 1                |
| 2008             | 柏               | 18               | J1               | 15               | 0                | 3                | 0                | 3                | 0                | 21               | 0                |
| 2009             | 柏               | 18               | J1               | 12               | 0                | 2                | 1                | 0                | 0                | 14               | 1                |
| 2010             | 金沢             | 8                | JFL              | 21               | 0                | -                | -                | 2                | 0                | 23               | 0                |
| 2011             | 金沢             | 8                | JFL              | 23               | 0                | -                | -                | 1                | 1                | 24               | 1                |
| 通算             | 日本             | 日本             | J1               | 88               | 4                | 11               | 1                | 6                | 0                | 105              | 5                |
| 通算             | 日本             | 日本             | J2               | 210              | 15               | 7                | 0                | 9                | 0                | 226              | 15               |
| 通算             | 日本             | 日本             | 旧JFL            | 0                | 0                | -                | -                | 3                | 2                | 3                | 2                |
| 通算             | 日本             | 日本             | JFL              | 44               | 0                | -                | -                | 3                | 1                | 47               | 1                |
| 総通算           | 総通算           | 総通算           | 総通算           | 342              | 19               | 18               | 1                | 21               | 3                | 381              | 23               |

- Jリーグ初出場 1995年4月15日 Jリーグサントリーシリーズ 第9節 対ジュビロ磐田戦 (ヤマハスタジアム)
- Jリーグ初得点 1997年8月20日 Jリーグ2ndステージ 第6節 対ヴェルディ川崎戦 (広島ビッグアーチ)

## 指導歴
- 2011年 ツエーゲン金沢 コーチ (選手兼任)
- 2012年 - 2015年 明光ネットワークジャパンサッカースクールコーチ
- 2016年 - 2017年 レノファ山口FC コーチ
- 2018年 YF NARA TESOROU-15 コーチ
- 2019年 - 2023年 カターレ富山
  - 2019年 - 2020年 トップチーム ヘッドコーチ
  - 2021年 - 2023年 トップチーム コーチ

## 参考資料
- 高橋健一 (2012年5月2日). “インタビュー 山根巌 〜縁と運、そして自負〜”. サッカーナビ. 2016年5月21日閲覧。
- “2003 vol.12 MF6／山根 巌 - F-スポット - ピックアッププレイヤー”.   川崎フロンターレ. 2016年5月21日閲覧。